# حريق جاك
حريق جاك هو حريق هائل كبير بدأ بالقرب من غلايد أوريغون في 16 يونيو 2021. وقد احترق حتى الآن 18.993 فدانًا (7686 هكتارًا) وتم احتواؤه بنسبة 35٪.

## الأحداث

### يوليو
تم الإبلاغ عن حريق جاك لأول مرة في 5 يوليو 2021 في حوالي الساعة 2:00 مساءً بتوقيت المحيط الهادي الصيفي بالقرب من غلايد، أوريغون.

### السبب
سبب الحريق غير معروف حاليًا.

### الاحتواء
اعتبارًا من 21 يوليو 2021، تم احتواء الحريق بنسبة 55٪.